# Halina Wyka
Halina Wyka, coniugata Iwaniec (Rudnik nad Sanem, 5 gennaio 1953), è un'ex cestista polacca.

## Carriera
Con la Polonia ha disputato i Campionati mondiali del 1983 e sei edizioni dei Campionati europei (1974, 1976, 1978, 1980, 1981, 1983).